# Ruta Estatal de California 84
La Ruta Estatal de California 84, y abreviada SR 84 (en inglés: California State Route 84) es una carretera estatal estadounidense ubicada en el estado de California. La carretera está dividida en dos segmentos, en el primer segmento inicia en el Sur desde la SR 1     en San Gregorio y termina en el Norte en la I 580     en Livermore. El segundo segmento inicia en el Sur en la SR 12     en Río Vista hasta culminar en el Norte en la I 80     en West Sacramento. La carretera tiene una longitud de 154,5 km (96 mi).

## Mantenimiento
Al igual que las autopistas interestatales, y las rutas federales y el resto de carreteras estatales, la Ruta Estatal de California 84 es administrada y mantenida por el Departamento de Transporte de California por sus siglas en inglés Caltrans.

## Cruces
La Ruta Estatal de California 84 es atravesada principalmente por la  I 280     en Woodside
 US 101     en Redwood City
 I 680     cerca de Sunol.